# Saenura oriens
Saenura oriens är en fjärilsart som beskrevs av Rothschild 1917. Saenura oriens ingår i släktet Saenura och familjen björnspinnare. Inga underarter finns listade.